# Верность клубу
Приз «Верность клубу» был учреждён редакцией киевской газеты «Прапор коммунизма» в 1986 году. Он вручался игроку, проведшему в сезоне за свой клуб наибольшее количество матчей в чемпионате СССР по футболу.
| Сезон | Победитель         | Клуб                |
| ----- | ------------------ | ------------------- |
| 1986  | Олег Блохин        | Динамо (Киев)       |
| 1987  | Михаил Соколовский | Шахтёр (Донецк)     |
| 1988  | Владимир Плоскина  | Черноморец (Одесса) |
| 1989  | Фёдор Черенков     | Спартак (Москва)    |